# Герхард Рольфс
Герхард Рольфс (14 квітня 1831 — 2 червня 1896) — один з найбільших німецьких дослідників Африки. Мандрував по Марокко, Сахарі, Лівійській пустелі, Ефіопії. Перетнув Африку від Середземного моря до Гвінейської затоки.

## Молодість
Народився у Вегезакі поблизу Бремена. Про дитинство Рольфс відомо замало. Доконаним фактом є те, що він брав участь у війні із Данією 1850 року. Потім вирішив присвятити себе медицині, але повноцінної освіти здобути не зміг.
У 1859 році стає солдатом Австрійської імперії. проте незабаром дезертирував й відправився до Французького іноземного легіону. Разом з легіоном Рольфс потрапляє до Альжиру, де вивчає арабську мову, знаймомиться з мусульманськими обрядами. За наказом керівництва Рольфс у 1861 році залишає легіон.

## Подорожі
Видаючи себе за мусульманина Герхард Рольфс із розвідницькою місією потрапляє до Марокко. Тут він поступає на службу до марокканського султана військовим і придворним лікарем. Находячись на цій службі Герхард здійснив декілька мандрівок. У 1862 році він намагався побувати у оазі Тафілалет, який розташовано поблизу південного підніжжя Високого Атласу, але не зміг.
В 1863 році Рольфс знову вирішив перетнути Високий Атлас й на цій раз зумів побувати у Тафілалеті та озі Туат. Він відалився від узбережжя Середземного моря більш ніж на тисячу кілометрів. На зворотному шляху Герхард Рольфс побував у Гадамесі й повернувся у Триполі.
У 1865—1867 роках Рольфс став відомив завдяки своєму переходу через Північну Африку. Він вийшов з Триполі через оазу Гадамес до озера Чад. Після цього скрізь ще недосліджане плато Джос у Центральній Нігерії дістався до річки Бенуе, по якій проплив до впадіння її до річки Нігер. Потім Рольфс піднявся по Нігеру й досяг Джебби у середній течеї річки Конго. Звідти через міста Ілорин та Ібадан прибув до порту Лагос у затоці Бенін, де закінчив свою подорож.
Після цієї мандрівки Герхард Рольфс вирішив зайнятися дослідженням Східної Сахари. У 1867—1868 роках він дослідживав територію Ефіопії, а в 1869 проїхав від Триполі до оази Сіва й Олександрії. Рольфс першим дослідив античні міста Лебда, Птолемаїс та Кирена. У 1874 році мандрівник повернувся у Лівію та здійснив нову подорож до оази Сіва, де досліджував солене озеро Натрон.
У 1878 році Г.Рольфс розпочав чергову експедицію Він відправився з Триполі у Сахару, намагаючись дістатися території Вадаї, але зміг проникнути тільки до оази Куфра, яку не бачив жоден європеєць. При спробі просунитися далі караван, в якому їхав Рольфс був пограбований. Довелося повернутися у Бенгазі на Середземному морі.
У 1884 році Рольфс знову у Ефіопії, але якихось суттєвих досліджень не проводив.

## Останні роки

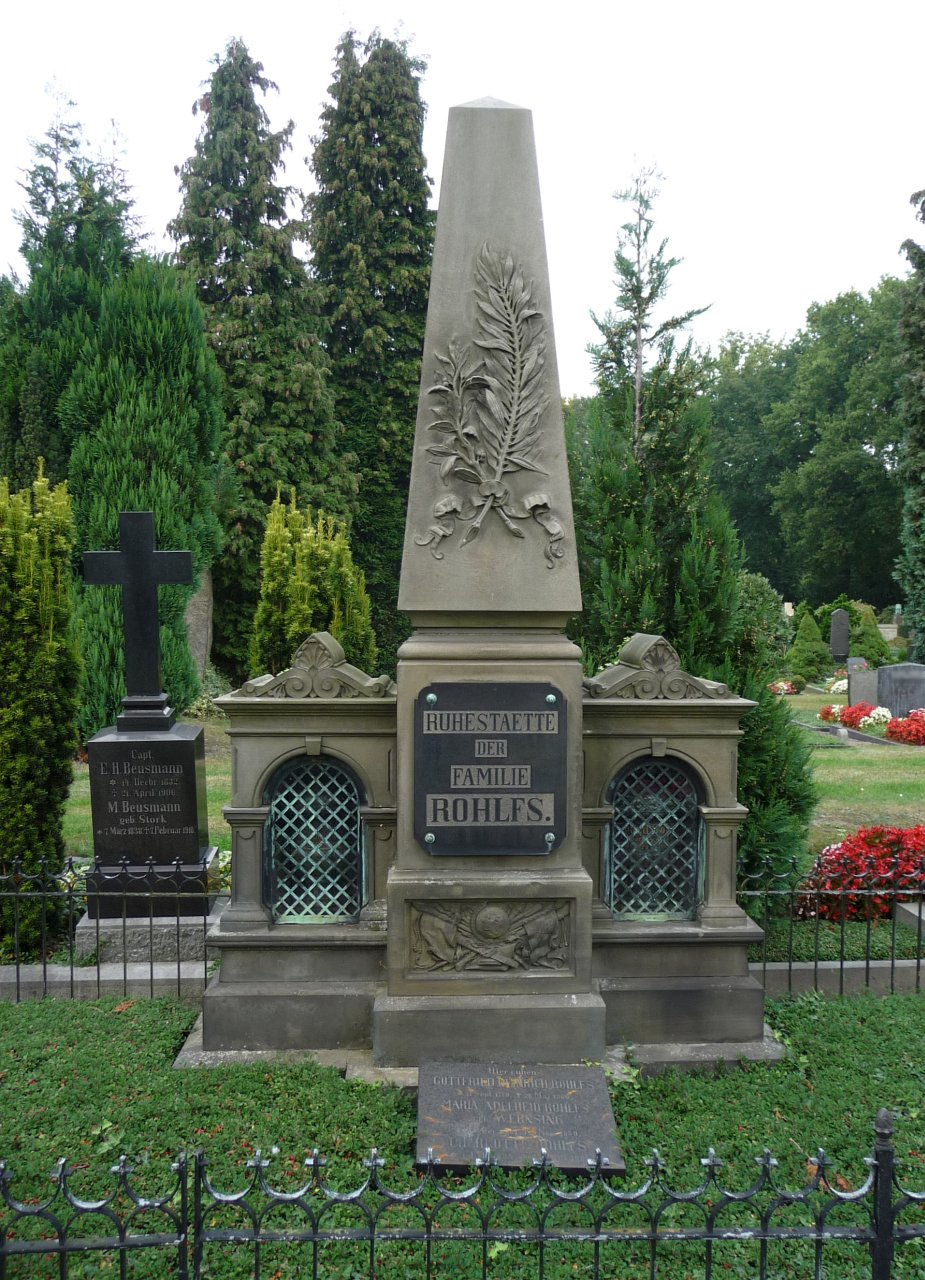
Могила Герхарда Рольфса. м. Бремен. Німеччина

У 1884 році Герхарда Рольфса німецьке керівництво призначило генеральним консулом Занзибара, але вже 1885 року він повертається до Німеччини. Помер Г.Рольфс 2 червня 1896 року у містечкі Рюнгесдорф поблизу Годесберга (район Бонна), його поховали на Бременському цвинтарі.